# Lupiñén-Ortilla
Lupiñén-Ortilla är en kommun i Spanien.   Den ligger i provinsen Provincia de Huesca och regionen Aragonien, i den nordöstra delen av landet, 300 km nordost om huvudstaden Madrid. Antalet invånare är 378. Arean är 110 kvadratkilometer. Lupiñén-Ortilla gränsar till Ayerbe och Almudévar. 
Terrängen i Lupiñén-Ortilla är platt.